# Premier juillet, le film
Pour les articles homonymes, voir 1er juillet et Premier-Juillet.
Pour plus de détails, voir Fiche technique et Distribution.
Premier juillet, le film est un film québécois réalisé par Philippe Gagnon, sorti en 2004. 
Le film s'inspire d'un phénomène social québécois, le Jour du déménagement : au Québec, depuis 1975, la plupart des déménagements surviennent le 1er juillet ou dans les jours qui précèdent.
Il s'agit du premier long métrage produit par l'Institut national de l'image et du son (INIS).

## Synopsis
Le film met en parallèle les péripéties de trois ménages - un jeune couple, trois colocataires, une famille - confrontés aux problèmes du déménagement, un 1er juillet, journée traditionnelle du déménagement au Québec.
Deux trentenaires, Charles et Kate, décident d'emménager ensemble après trois années de fréquentation. De retour d'une nuit de fête, trois colocataires, Édith, Nic et Ghislain, expulsés par leur propriétaire en leur absence, trouvent leurs meubles à la rue et doivent rapidement dénicher un nouveau logement. Un adolescent de 14 ans, Félix, est contraint de suivre ses parents qui ont décidé de quitter la ville pour la campagne.   

## Fiche technique
- Titre : Premier juillet, le film
- Réalisateur : Philippe Gagnon
- Scénario : Mylène Lauzon, Jean-François Lepage
- Direction artistique : André Chamberland
- Décors : Sylvain Dion
- Costumes : Luce Champoux
- Photographie : Claudine Sauvé
- Son : Stéphane Barsalou
- Musique : Stéphan Boucher
- Producteur : Louise Gendron, Sébastien Montour, Louise Spickler
- Société de production : Institut national de l'image et du son
- Distribution : Alliance Atlantis Vivafilm
- Pays d'origine : Canada (Québec)
- Langue : Français
- Genre : Comédie dramatique
- Durée : 90 minutes
- Date de sortie : 2004 (Canada)

## Distribution
- Martin Laroche — Charles
- Sabine Karsenti — Kate
- Christian Brisson Dargis — Ptit Brouillette
- Bénédicte Décary — Édith
- Francis Poulin — Ghyslain
- Yan England — Nic
- Matthew Dupuis — Félix
- Anne Bellerose — Vicky
- Geneviève Rioux — Lise
- Antoine Durand — Denis
- Adam Kosh — Marc-André
- Huguette Oligny — Madame Biron
- Ghyslain Tremblay — Monsieur Fortin